# Markthalle IX
Die Markthalle IX, auch Eisenbahnmarkthalle genannt, ist eine von ehemals 14 städtischen Markthallen in Berlin, die Ende des 19. Jahrhunderts in den damaligen Bezirken Berlins errichtet wurden. Sie ersetzten die offenen Märkte auf verschiedenen städtischen Plätzen und garantierten bessere hygienische Bedingungen sowie die effiziente Versorgung der wachsenden Bevölkerung. Die Markthalle IX im Ortsteil Kreuzberg wurde 1891 eröffnet. Nach wirtschaftlichen Aufwärts- und Abwärtsentwicklungen im 20. Jahrhundert wurde sie stetig weiter benutzt. In den 1990er Jahren übernahmen große Lebensmitteldiscounter immer mehr zusammenhängende Verkaufsflächen, das gesamte denkmalgeschützte Gebäude verkam jedoch. Seit Oktober 2011 gibt es drei private Betreiber, die ein Konzept des kleinteiligen Angebotes in der Halle durchführen. Seit 2014 wurde in der Markthalle IX alle zwei Jahre das Festival Stadt, Land, Food veranstaltet, das inzwischen eingestellt wurde.

## Geschichte
Die nach den Standardplänen des Stadtbaurats Hermann Blankenstein unter Mitwirkung des Architekten August Lindemann errichtete geschlossene Markthalle erhielt ihren Standort in Kreuzberg zwischen der Eisenbahnstraße 42/43 und der Pücklerstraße 34, quer über das von der Wrangelstraße und der Muskauer Straße begrenzte Wohngebiet. Sie hatte bei ihrer Eröffnung 1891 eine Verkaufsfläche von 3296 m² für 300 kleine Marktstände für alle Waren des täglichen Bedarfs.

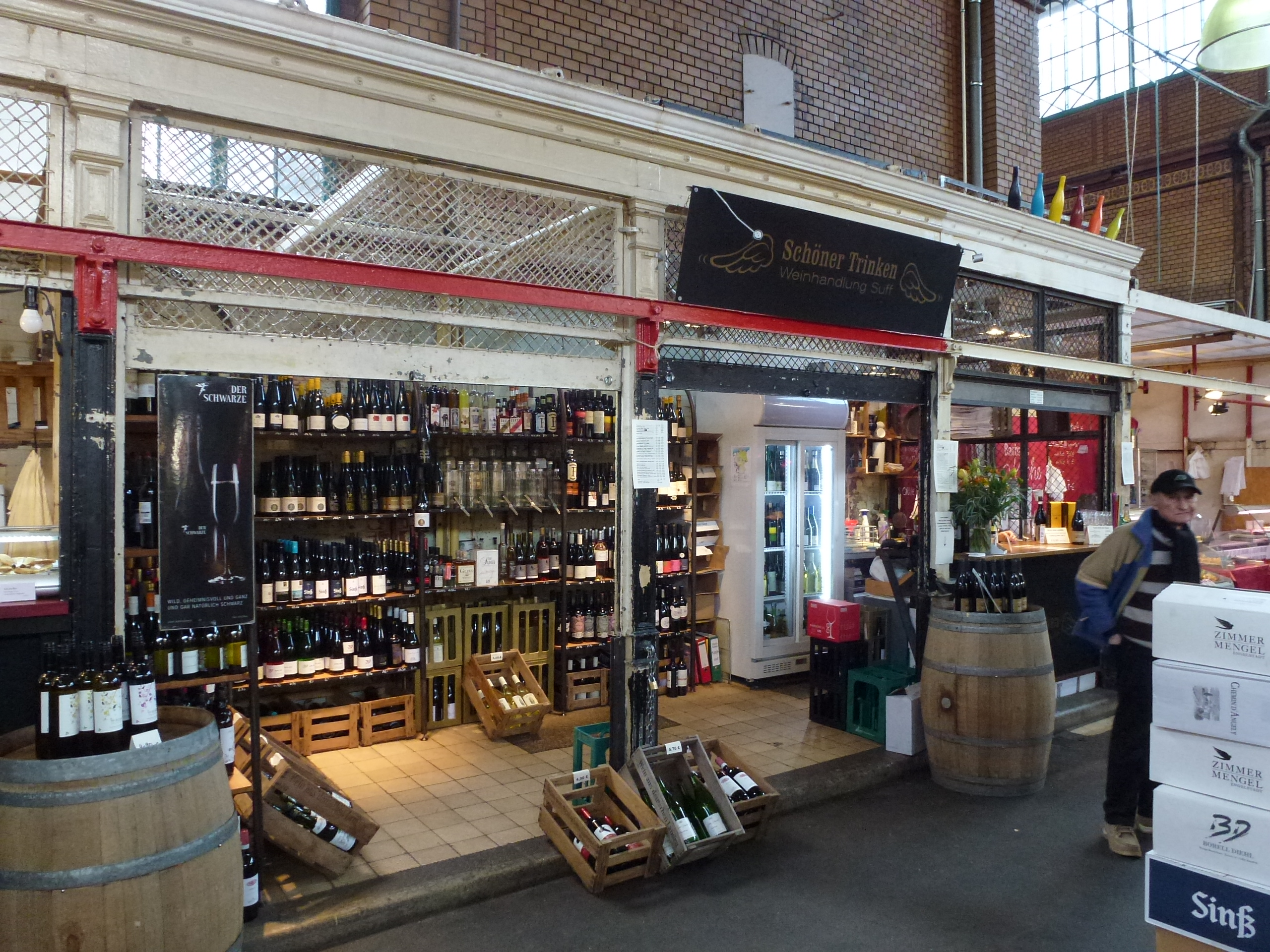
Stand in Markthalle, 2016

Einige Beschädigungen am Ende des Zweiten Weltkriegs konnten rasch repariert werden und bald boten die ersten Händler wieder ihre Waren an. Problematisch war in den 1950er Jahren, dass die Berliner Lebensmittel nur auf Lebensmittelkarten erhielten. So blieb der freie Handel recht eingeschränkt. Die vom Eigentümer, der Stadt Berlin, zur Verwaltung der Markthallen gegründete Berliner Großmarkt GmbH vermietete in der Folge immer mehr Flächen der Halle an Discounter. Dies führte zu Umsatzrückgängen bei den kleineren Händlern; das Interesse der Bewohner an einem tatsächlichen Markttreiben ging verloren.
2009 gründete sich die Initiative Projektgruppe Markthalle IX, um einen Verkauf der Markthalle zu verhindern und gleichzeitig die Markthallenstruktur wiederzubeleben. Nachdem die Initiatoren Florian Niedermeier, Bernd Maier und Nikolaus Driessen zur Unterstützung ihrer Idee eine Unterschriftensammlung von rund 500 Unterzeichnern durchgeführt und zusammen mit dem Architekturhistoriker Peter Lemburg ein Konzept für die denkmalgerechte Sanierung dieser Halle entwickelt hatten, konnten sie schließlich mit der Großmarkt GmbH im März 2012 den Kaufvertrag abschließen. Der vereinbarte Kaufpreis von 1,1 Millionen Euro war geringer als das Angebot eines Großinvestors, dessen Pläne einen Abriss des historischen Gebäudes und den Neubau eines modernen Einkaufszentrums mit Tiefgaragen beinhalteten. Der Berliner Senat hatte sich allerdings von dem Konzept einer Wiederbelebung der historischen Halle als Kiezmittelpunkt überzeugen lassen. Die Betreiber der Markthalle IX hatten die Eisenbahnhalle in einem sogenannten Konzeptverfahren gekauft, wobei sie sich verpflichteten, die Halle 15 Jahre lang als kleinteiligen Markt zu führen.
Die Sanierungs- und Umbauarbeiten fanden schrittweise vom Sommer bis zum Spätherbst 2011 statt. Die umgestaltete Eisenbahnmarkthalle wurde am 1. Oktober 2011 offiziell wieder eingeweiht.

## Nutzung und Veranstaltungen

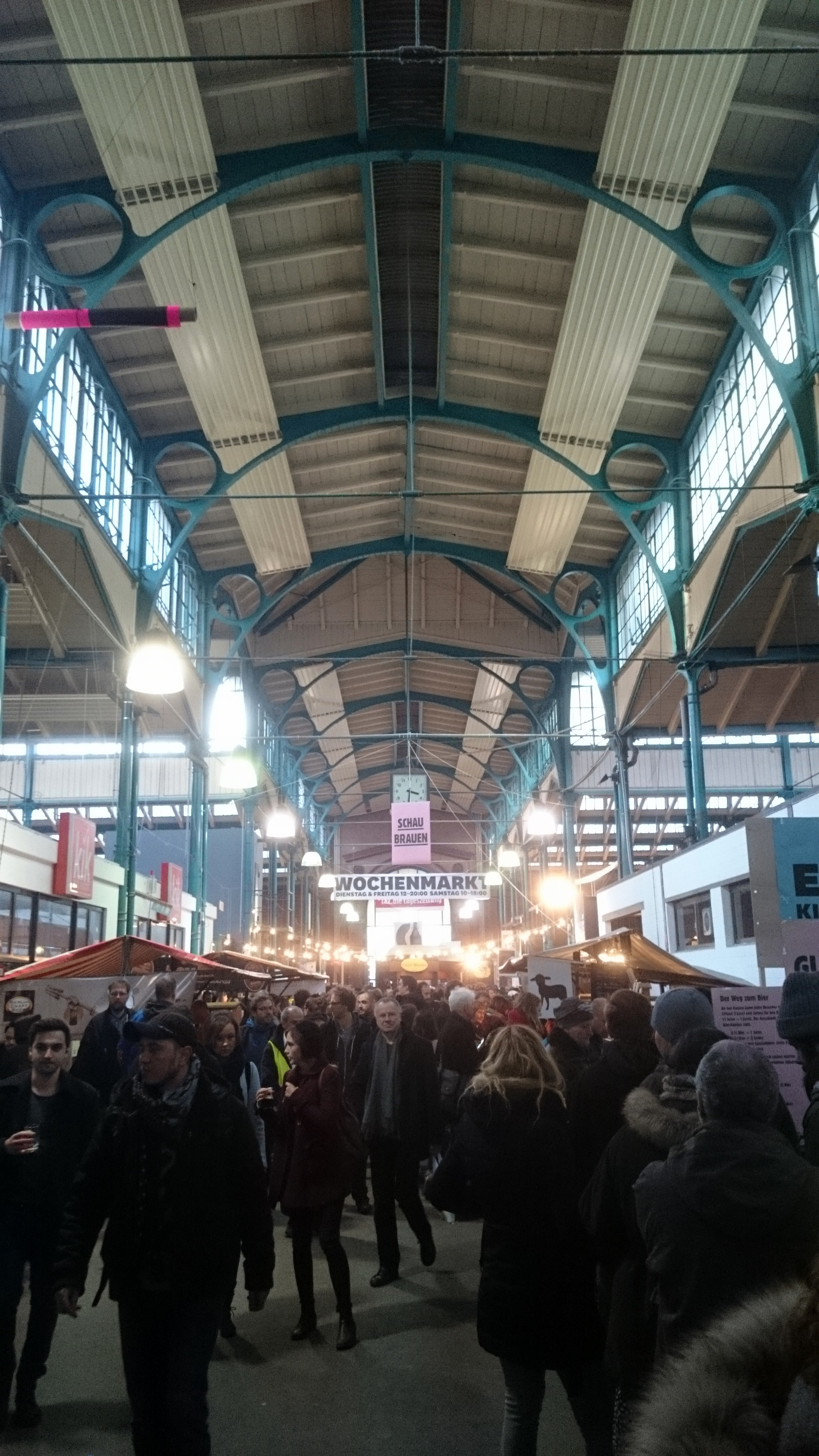
Innenbereich während einer Veranstaltung, 2015

Die Verkaufsfläche für die Marktstände wird mit 2850 m² angegeben, es werden teilweise Bioprodukte und teilweise regionale bzw. konventionelle Produkte angeboten.
- Hinzugekommen sind seit 2011 verschiedene kulinarische Produktionsbetriebe: Neben einem Barbecue-Smoker befindet sich in den Kellergewölben die Brauerei Heidenpeters, in der Halle die Bäckereien Domberger Brot-Werk und Sironi, die Metzgerei Kumpel & Keule, die Pasta-Manufaktur Mani in Pasta und die Konditorei Frau Zeller / Goldmond Bakery, die ihr Lebensmittelhandwerk vor Ort praktizieren.[5]
- Seit dem Winter 2011/12 findet jeweils freitags und sonnabends, seit Dezember 2014 auch dienstags ein Wochenmarkt in der Halle mit vor allem saisonalen Lebensmittelangeboten aus Berlin und Brandenburg statt.[6]
- Im April 2013 etablierte sich jeweils donnerstags ein Street Food Day. Zum Konzept gehört außerdem die Kantine Neun, die auch außerhalb der normalen Marktöffnungszeiten werktäglich einen Mittagstisch bietet.
- Im Jahr 2014 begann jeweils am ersten Sonntag im Februar die Sondermesse Wurst & Bier.
- Etwa alle drei Monate gibt es einen Naschmarkt, zu dem kleine Manufakturen süße Erzeugnisse aus fairem Handel und Bio-Zutaten anbieten.
- Auf dem inzwischen eingestellten handmade supermarket präsentierten und verkauften Designer, Künstler und kleine Modelabels ihre Produkte (Schmuck, Kosmetik, Spielsachen, Keramik, Fotografie, Kunst und auch Kleinmöbel). Die Betreiber dieses Spezialmarktes verstanden das Konzept als „Einkaufsforum für Produkte jenseits von Massenproduktion“.
- Darüber hinaus gibt es Kulturveranstaltungen wie einen Vintage-Modemarkt oder eine Diskussionsrunde Bauer trifft Kiez. Diese Talkrunde findet aber seit Mitte der 2010er Jahre nicht mehr in der Halle statt.[7]

## Kontroversen
Im Frühjahr 2019 berichtete die Berliner Presse, dass die Betreiber der Markthalle den Mietvertrag für die verbliebene Aldi-Filiale abwickeln wollen. Von vielen Anwohnern wird dies als Verdrängung ärmerer Kundschaft wahrgenommen, die in der Halle sonst nirgendwo mehr niedrige Preise fänden. Sie werfen den Markthallen-Betreibern vor, die Halle 2011 mit dem Versprechen, eine Halle für alle machen zu wollen, vergünstigt vom Senat gekauft zu haben, jetzt aber die Halle auf Events, Gastronomie und das Angebot eher teurer Produkte auszurichten. Die frisch gegründete Anwohnerinitiative Kiezmarkthalle organisierte bereits mehrere Demonstrationen und Unterschriftensammlungen für den Verbleib von Aldi in der Markthalle. Die rund 5000 Unterschriften wurden dem Berliner SPD-Fraktionsvorsitzenden und Abgeordneten Raed Saleh überreicht. Gefordert wird eine Kiezmarkthalle statt einer Luxus-Food-Halle. Es soll ein tägliches, günstiges, vielfältiges und bezahlbares Lebensmittelangebot erhalten bleiben, das können auch andere Lebensmitteldiscounter sein. Die Betreiber verweisen dagegen darauf, dass Bioprodukte zentraler Bestandteil des neuen Konzepts seien; ihrer Meinung nach kommen die niedrigen Preise bei Discountern auf Kosten der Produzenten zustande.
Die Tierschutzorganisation PETA protestierte gegen den Verkauf von lebendem Hummer in dieser Markthalle wegen Tierquälerei.
Die Proteste gegen die Verdrängung der Billiganbieter haben keine Planänderung bewirkt, Aldi musste am 23. April 2021 ausziehen. Dabei gab es einen „Trauerumzug“ auch mit Beteiligung von Bezirkspolitikern wie der SPD-Politikerin Sevim Aydin. Inzwischen wurde in der Halle ein dm-drogerie markt eröffnet.
Die infolge der COVID-19-Pandemie seit März 2020 verhängten Zugangsbeschränkungen führten zu einigen finanziellen Problemen kleiner Händler. Die meisten haben sich aber erfolgreich halten können.
Seit Ende 2022 protestierten kleine Gewerbetreibende aus der Eisenbahnstraße und deren Umfeld und auch viele Anwohner gegen die geplante Erweiterung der Halle durch einen Straßenmarkt. Trotz dieser Proteste eröffnete am 18. November 2023 die Markthalle IX ihren Straßenmarkt in der Eisenbahnstraße, der jeden Samstag stattfindet.